# Jessica Macaulay
Jessica Macaulay (née le 9 novembre 1992,) est une plongeuse de haut vol britannique et canadienne. Elle s'est classée deuxième chez les femmes lors de deux Red Bull Cliff Diving World Series et a remporté deux médailles de bronze en plongeon de haut niveau aux Championnats du monde.

## Biographie
Macauly est née à Great Yarmouth, en Angleterre. Sa famille déménage au Canada, d'où est originaire son père, alors qu'elle n'est âgée que de six semaines. Elle vit au Canada pendant deux ans, avant que sa famille ne déménage en Malaisie. Après sept ans en Malaisie, ils déménagent au Texas. Elle pratique la plongée traditionnelle de neuf à vingt-et-un ans.

### Carrière
Macaulay concourt pour les Aggies de Texas A&M de 2010 à 2014. Elle essaie le plongeon de haut vol pour la première fois en 2014.
Elle participe aux Championnats du monde 2019, remportant une médaille de bronze en plongeon en hauteur pour la Grande-Bretagne,. Elle termine à la deuxième place du classement général des Red Bull Cliff Diving World Series 2019, sous les couleurs de la Grande-Bretagne, ainsi quau classement général des Red Bull Cliff Diving World Series 2021, sous les couleurs canadiennes. Elle est montée sur le podium dans toutes les épreuves sauf une cette saison-là.
Macaulay remporte la médaille de bronze en plongeon de haut-vol aux Championnats du monde à Fukuoka, au Japon, pour le Canada,. Elle se retire du circuit de plongée en falaise en janvier 2024, après ses derniers plongeons lors des Red Bull Cliff Diving World Series 2023 ; elle termine troisième lors de la dernière épreuve de la saison en Nouvelle-Zélande, marquant son 13e podium en 31 épreuves en carrière, et se classe sixième au classement général de la série avec 468 points. Macaulay remporté une médaille de bronze aux Championnats du monde 2024 à Doha.

### Vie privée
Début 2021, elle déménage à Montréal et commence à concourir pour le Canada.